# Eugenio Gret
Eugenio Remon Gret (* 9. August 1901 Buenos Aires; † unbekannt) war ein argentinischer Radrennfahrer.

## Sportliche Laufbahn
Gret war im Bahnradsport und im Straßenradsport aktiv und Teilnehmer der Olympischen Sommerspiele 1924 in Paris. Im Punktefahren schied er aus. Im Sprint schied er in seinem Vorlauf gegen Prudent De Bruyne aus.
Gret gewann das Rennen Apertura CC La Nación Mercedes 1919, 1920 und 1923. 1922 und 1923 war er im traditionsreichen Etappenrennen Clásica del Oeste-Doble Bragado erfolgreich.